# Bóly
Bóly [bój] (německy Bohl, chorvatsky Boja, srbsky Бољ, Bolj) je město v Maďarsku v župě Baranya. Město leží pod pohořím Mecsek. Nachází se asi 21 km jihozápadně od Pécse a je správním sídlem stejnojmenného okresu. Město se rozkládá na ploše 25,38 km² a žije zde 3 823 obyvatel. Podle údajů z roku 2011 zde bylo 82,4 % Maďarů, 22,5 % Němců, 0,8 % Chorvatů, 0,3 % Romů a 0,1 % Slováků.
V blízkosti města prochází dálnice M60. Nejbližšími městy jsou Mohács a Villány. Blízko jsou též obce Borjád, Monyoród, Nagynyárád, Szajk, Szederkény, Töttös a Versend.